# Jacobulus
Jacobulus is een geslacht van uitgestorven straalvinnige beenvissen dat leefde tijdens het Vroeg-Trias in wat nu het noorden van Madagaskar is, 252,3 tot 251,3 miljoen jaar geleden. 
De typesoort Jacobulus novus (monotypie) werd in 1952 benoemd door Jean-Pierre Lehman. De geslachtsnaam eert de geoloog Charles Jacob; het verkleinwoord verwijst naar de kleine omvang van de vis. De soortaanduiding betekent 'de nieuwe'.
Het was een kleine vis van minder dan tien centimeter lang. 
Het behoort tot de Parasemionotidae samen met Albertonia, Candelarialepis, Icarealcyon, Lehmanotus, Parasemionotus, Qingshania, Stensionotus, Suius, Thomasinotus en Watsonulus.